# Acrocercops dinosticha
Acrocercops dinosticha là một loài bướm đêm thuộc họ Gracillariidae. Loài này có ở Java, Indonesia. Nó được miêu tả bởi Edward Meyrick năm 1936. Ấu trùng ăn các loài Euphorbiaceae.